# Triancyra taniguchiae
Triancyra taniguchiae là một loài tò vò trong họ Ichneumonidae.